# Jiří Daler
Jiří Daler (n. 8 martie 1940, Brno, Protectoratul Boemiei și Moraviei) este un ciclist ceh, medaliat olimpic. A participat la 2 ediții ale Jocurilor Olimpice (1964, 1968) în care a câștigat o medalie de aur.